# Eva Boto
Eva Boto (Šentjanž pri Dravogradu, 1995. december 1. — ), szlovén énekesnő.
A Misija Evrovizija című, egy több élő adáson keresztül tartó tehetségkutató jellegű műsor egyik résztvevője, győztese. Az eliminációs körök végén ketten maradtak, akik bejutottak a Misija EMÁ-ba: Eva és Nika Prusnik, illetve Eva Boto. Az első körben mindenki három-három dalt énekelt, majd a telefonos szavazás segítségével kiválasztották mindegyikőjüktől azt az egy-egy dalt, amit előadtak még egyszer a szuperfináléban. A Prusnik-ikrek a "Konichiwa" című dalt, míg Eva Boto a "Verjamem"et énekelte el. A szavazatok többségét Eva szerezte, így Ő nyerte el a jogot, hogy ő képviselje Szlovéniát a 2012-es Eurovíziós Dalfesztiválon Bakuban, ahol a második elődöntőben a tizenhetedik, utolsó előtti helyen végzett 31 ponttal, így nem jutott tovább a döntőbe.

## AMisija Evrovizijában elhangzott dalok
- Első forduló (második adás): "Because of You" – Kelly Clarkson
- Második forduló (ötödik adás): "Hero" – Mariah Carey
- Első elődöntő (hetedik adás): "Any Man of Mine" – Shania Twain
- Második elődöntő (nyolcadik adás): "Prisluhni Mi" – Darja Švajger
- Harmadik elődöntő (kilencedik adás): "Hush Hush" – A Pussycat Dolls, Nicole Scherzinger közreműködésében
- Negyedik elődöntő (tizedik adás): "What Do You Want From Me" – Adam Lambert
- Ötödik elődöntő (tizenegyedik adás): "Use Somebody" – Kings of Leon
- Ötödik elődöntő (tizenegyedik adás): "Flashdance... What a Feeling" – Irene Cara
- Hatodik elődöntő (tizenkettedik adás): "Because of You" – Kelly Clarkson
- Hatodik elődöntő (tizenkettedik adás): "Running Scared" – Ell/Nikki

## AMisija EMA-ban elhangzott dalok
- "Run" (Futni) (Christina Schilling, Camilla Gottschlack, Henrik Szabó, Daniel Nillson, Søren Bundgaard)
- "Verjamem" (Hiszem) (Vladimir Graić, Igor Pirković)
- "A Si Sanjal Me" (Velem álmodtál?) (Matjaž Vlašič, Urša Vlašič)

## Lásd még
- 2012-es Eurovíziós Dalfesztivál
- Szlovénia az Eurovíziós Dalfesztiválokon
- Verjamem